# Zeebo
Zeebo är en spelkonsol som företagen Tectoy och Qualcomm planerar att tillverka. Konsolen är jämförbar med Sega Dreamcast i prestanda. Denna konsol är i första hand avsedd för Kina, Indien, Sydamerika och Ryssland. Skillnaden mellan denna och vanliga konsoler är att den inte kör CD/DVD, utan laddar ner alla spel, via uppkoppling.
Prestanda:
- ARM11 / QDSP-5 på 528MHz
- ATI Imageon (Bildkort)
- 1 GByte NAND Flash
- 160 MB RAM, 128 MB DDR SDRAM + 32 MB stackat DDR SDRAM i MSM7201A
- VGA (640 × 480) - 4:3 förhållande
- 3G (eller 2.5G eller 2G där nödvändigt är)
- 3 USB-portar 2.0 Standard A (för tillbehör)
- SD-kort

- Användargränssnitt: USB HID
- Kraft: Växelspännings adapter 5V 3A
- Konsumtion: 15 W max.
- Grafik: 4 miljoner trianglar/sek
- Ljud: 8 samtidiga kanaler MP3, ADPCM, MIDI
- Upplösning: 640 × 480 miljoner
- Storlek: 157 × 215.4 × 44 mm
- Vikt: 1.3 kg